# Sądzia
Sądzia (pol. hist. Nowa Wieś) – wieś w Polsce położona w województwie wielkopolskim, w powiecie leszczyńskim, w gminie Włoszakowice.

## Historia
Miejscowość pierwotnie związana była z Wielkopolską. Ma metrykę średniowieczną i istnieje co najmniej od końca XV wieku. Kiedyś miała inną nazwę i nazywała się Nowa Wieś. Wymieniona w dokumencie zapisanym po łacinie z 1497 pod nazwą Noua Uilla, 1498 Nowawiess, 1510 Nowa Vyesz, 1531 Villa Nowa.
Była wsią szlachecką należącą do lokalnego rodu szlacheckiego Krzyckich herbu Kotwicz. W 1497 miejscowość leżała w powiecie wschowskim Korony Królestwa Polskiego. W 1510 należała do parafii Krzycko Małe.
W 1497 Jan Krzycki zapisał swojej żonie Katarzynie jako zabezpieczenie posagu i wiana połowę swoich części w Zbarzewie, Krzycku i Sądzi. W 1498 brat Jana Mikołaj Krzycki, który był scholastykiem w Krakowie, częściowo dał, a częściowo sprzedał swym braciom Andrzejowi oraz Piotrowi swe dobra w Krzycku i Sądzi. 1/3 majątku została dana, a pozostałe 2/3 sprzedano za 500 grzywien. W 1510 Jan Krzycki toczył proces sądowy ze swymi braćmi Andrzejem i Piotrem o podział dóbr w Krzycku, Krzycku Małym oraz Sądzi. W latach 1510–1511 Piotr Krzycki zapisał swej żonie Zofii posag oraz wiano na Krzycku, Krzycku Małym oraz Sądzi. W 1522 Andrzej Krzycki, prepozyt kolegiaty św. Floriana w Krakowie, sprzedał swemu bratankowi Mikołajowi Krzyckiemu wieś za 500 złotych. W 1523 Mikołaj Krzycki vel Zbarzewski zapisał swojej żonie Annie Strzeleckiej po 300 złotych posagu i wiana na Osowej Sieni, rezerwując sobie równoważnie dobra w Sądzi. W 1564 odnotowano znaki podziałowe oznaczone na drzewach z rodzaju olcha przez Andrzeja Krzyckiego wobec majętności jego brata stryjecznego Mikołaja Krzyckiego, które dzieliły łąki w Nowej Wsi od roli kmiecia Hankiera poddanego Krzysztofa Krzyckiego.
Miejscowość odnotowano w rejestrach podatkowych. W 1510 Liber beneficiorum archidiecezji gnieźnieńskiej spisane z polecenia Jana Łaskiego odnotowało, że wieś ma 8 łanów oraz 9 prętów osiadłych, a jeden łan należy do sołectwa. W 1531 wieś należała do panów z Krzycka. Odnotowano pobór podatków od 3 łanów po jednym wiardunku. W 1535 pobór odbył się od 3 łanów. W 1563 miał miejsce pobór od 7 łanów oraz 1,5 pręta, jednego komornika oraz jednego komornika ubogiego. W latach 1566–1567 pobrano podatki z działu należącego do Krzysztofa Krzyckiego od jednego łana, a z działu Andrzeja Krzyckiego od 5 łanów. W 1579 pobór z Sądzi odbył się z majątku Krzysztofa Krzyckiego od 4,5 łana, zagrodnika bez roli, dwóch komorników z bydłem.
W latach 1975–1998 miejscowość administracyjnie należała do województwa leszczyńskiego.